# 火线追凶之死亡地带
《火线追凶之死亡地带》是中华人民共和国于2009年上映的一部民国电影，故事背景设定在20世纪30年代，主要讲述日本在上海滩为准备大规模侵华战争进行毒气实验，老虎探长钟郎粉碎日本阴谋的故事。本部电影是火线追凶系列的第十部电影。

## 电影情节
20世纪30年代，上海法租界惊现数起难民被毒气毒死事件，法租界巡捕房探长钟郎和团伙经过艰难的调查确认日本人是真凶。最终，钟郎冒着极大风险消灭了在沪日军毒气部队，打碎了日本提前入侵中国的野心。